# 12201 Spink
A 12201 Spink (ideiglenes jelöléssel (12201) 1981 ED12) a Naprendszer kisbolygóövében található aszteroida. Schelte J. Bus fedezte fel 1981. március 1-jén.

## Kapcsolódó szócikk
- Kisbolygók listája (12001–12500)